# آیرن میول
آیرن میول (انگلیسی: The Iron Mule) یک فیلم کوتاه کمدی به کارگردان راسکو آرباکل و گروور جونز است که در سال ۱۹۲۵ منتشر شد.

## گزیدهٔ بازیگران
- اَل سنت جان
- جرج دیویس
- گلن کاوندر
- دوریس دین
- باستر کیتون